# レクレルール
レクレルール（フランス語：L'ECLAIREUR）は、1980年にマルティーン・アディダとアルモン・アディダ夫妻が創設したフランスのセレクトショップ。
フランス・マレ地区のパリ3区セヴィニェ通り本店を始め、1区エロルド通り店、8区シャンゼリゼ通り店とボワシー＝ダングラス通り店など、フランス国内に7店舗を持ち、アメリカ西海岸のウェスト・ハリウッドにも店舗がある。どの店舗も凝った作りになっており、看板などがないのが特徴。
レクレルールはプラダ、ヘルムートラング、ジョン・ガリアーノ、アン・ドゥムルメステール、ドリス・ヴァン・ノッテン、マルタン・マルジェラなどのブランドのフランスにおける最初の販売代理店となった。
レクレルールという言葉は、フランス語で「まだ光っていない宝を見付け出して輝かせる＝発掘する」という意味がある。

## 日本におけるレクレルール
1996年、伊藤忠商事とライカの提携で大阪市の梅田にオープンしたが、数年で撤退する。
2006年2月、南青山に「L’ECLAIREUR TOKYO（レクレルール・トーキョー）」として再出店する。運営はMSインターナショナル。レクレルールの5店舗目として、フランス本国のオーナー兼バイヤーのアディダ自らがプロデュースした。しかし2009年12月に閉店した。MSインターナショナルは2010年2月にマークスタイラーに吸収合併され、レクレルールの閉店後の跡地にはマークスタイラーがセレクトショップ「Valveat 81」をオープンした。

## オンラインストア
本国フランス・レクレルールではWEB上の通販サイトを展開している。英語とフランス語のみの対応となっている。